# Chiesa della Candelora (Messina)
La chiesa della Candelora era un edificio religioso di Messina.
Sorgeva nel piano di «Terranova» poco distante dal Palazzo Reale (oggi sede dell'edificio della Dogana in via Primo Settembre) e originariamente era denominata "dell'Intemerata" fino all'epoca normanna.

## Storia
Scrive, di essa, l'annalista messinese Caio Domenico Gallo nel suo Apparato agli Annali della Città di Messina, pubblicato a Napoli nel 1755:
In questa chiesa, per volontà di alcuni nobili messinesi, si costituì la "Sacra Milizia dei Verdi" durante l'Emirato Islamico di Sicilia con lo scopo di scortare e difendere il sacerdote dalle offese degli arabi quando recava l'ostia consacrata da portare ai moribondi. Di questa Compagnia volle farne parte anche il Gran Conte Ruggero I di Sicilia.
Nel 1850 Ferdinando II decretò la demolizione dell'edificio riservando ai confrati un adeguato risarcimento.
I sodali della Confraternita dei Verdi furono accolti nella chiesa di San Nicolò dei Gentiluomini con molte opere provenienti dal tempio.
Sepoltura di Girolamo Alibrandi.

## Opere
- 1519, Presentazione di Gesù bambino al tempio, dipinto commissionato dalla Confraternita della Candelora, oggi custodito nel museo regionale, opera di Girolamo Alibrandi.[3][4]

## Sacra Milizia dei Verdi
Arciconfraternita nata con il nome di Sacra Milizia dei Verdi nell'anno 1058, durante il dominio musulmano per assicurare l'assistenza religiosa verso tutti, anche al costo del supremo sacrificio: quello "... di versare fino all'ultima stilla di sangue..." per adempiere i precetti previsti dallo statuto.
Sodalizio attestato presso l'antichissima chiesa dell'Intemerata altrimenti detta anche chiesa dell'Agonia ubicata nel piano di «Terranova», quartiere posto fra il Palazzo Reale (dal 1983 Dogana) e il torrente Portalegni. Col tempo il tempio assunse diverse denominazioni, la più popolare e recente: chiesa della Candelora.
Nel 1850 Ferdinando II decretò la demolizione dell'edificio riservando ai confrati un adeguato risarcimento. I sodali della Confraternita dei Verdi furono accolti nella chiesa di San Nicolò dei Gentiluomini con molte opere provenienti dal tempio. Nel 1866, anno dell'emanazione delle leggi eversive con le quali furono abolite le corporazioni religiose, l'amministrazione del Fondo per il Culto concesse ai Verdi l'uso stabile della stessa chiesa.

## Confraternita della Candelora
Sodalizio attestato presso la chiesa della Candelora.

## Chiesa dei Santi Quaranta Martiri
Oratorio dei Confrati detti li Verdi.